# Antiphrisson alpicola
Antiphrisson alpicola är en tvåvingeart som beskrevs av Pavel Lehr 1986. Antiphrisson alpicola ingår i släktet Antiphrisson och familjen rovflugor. Inga underarter finns listade i Catalogue of Life.